# Max Vogel (Politiker)
Max Vogel (* 22. September 1856 in Fordon; † 24. März 1933 in Danzig) war ein deutscher Jurist und Politiker.

## Leben
Als Sohn eines späteren Stadtkämmerers geboren, studierte Vogel nach dem Besuch des Gymnasiums in Marienwerder Rechtswissenschaften und Kameralwissenschaften in Jena, Berlin und Breslau. Während seines Studiums wurde er 1876 Mitglied der Burschenschaft Germania Jena. Nach Referendariat und Promotion zum Dr. iur. mit anschließendem Assessorexamen 1884 wurde er Rechtsanwalt in Konitz, wo er Mitglied des Magistrats und der Stadtverordnetenversammlung wurde. Er gehörte auch dem Kreistag und dem Provinziallandtag der Provinz Westpreußen an. Er wurde Geheimer Justizrat. Später zog er nach Danzig.

## Veröffentlichungen
- Die vertragsmäßigen Veräußerungsverbote. Dissertation 1879